# باد (ألبوم)

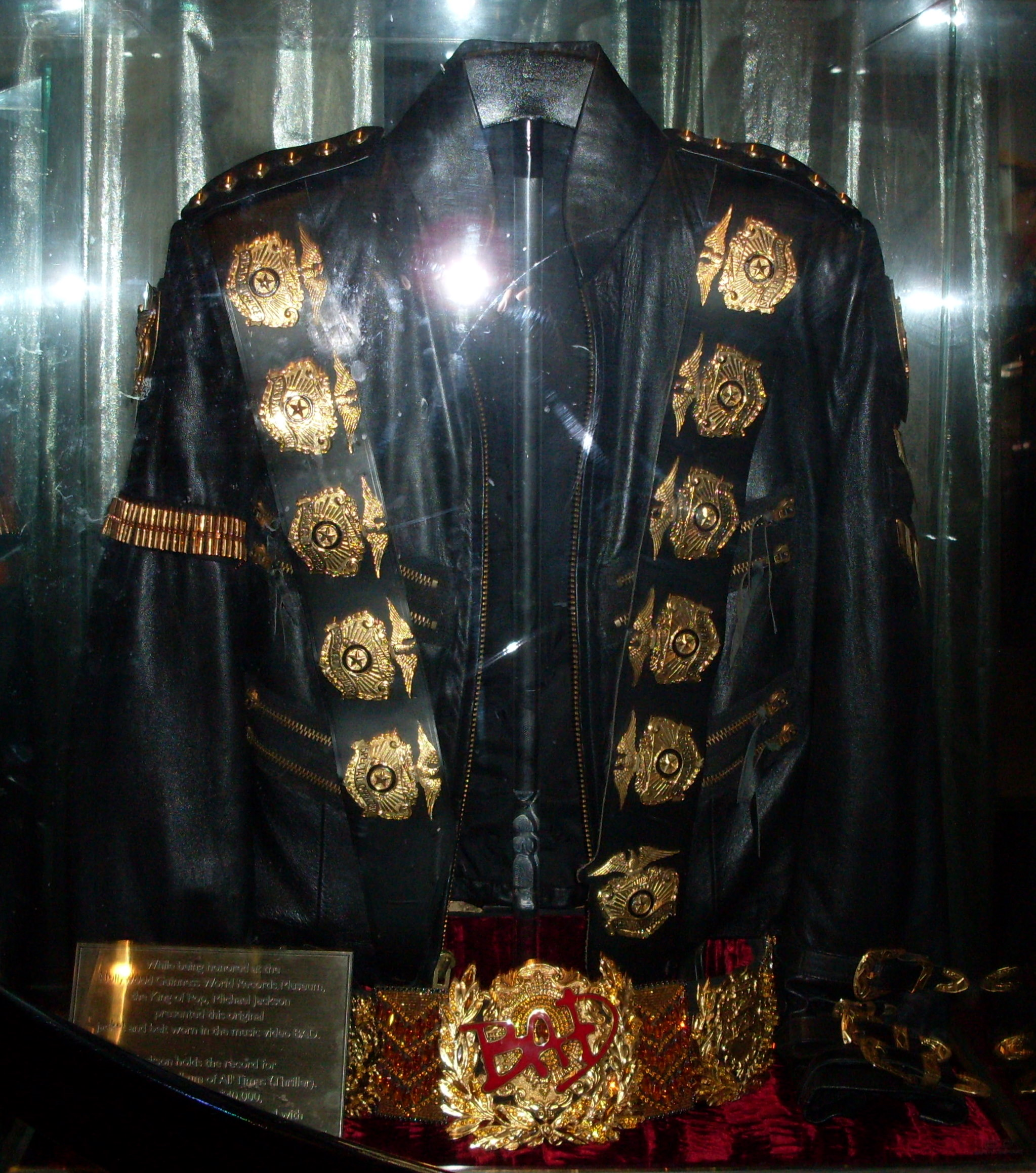
صورة لحزام وسترة مايكل جاكسون في الباد ألبوم

«باد» هو الألبوم الموسيقي السابع من قبل مغني البوب الأمريكي مايكل جاكسون. أُصدرَ الألبوم في 31\8\1987 من قبل تسجيلات إيبك/سي بي اس، تقريباً بعد 5 سنوات من صدور البومه السابق ثريلر والذي أصبح ثاني أكثر البوم مبيعاً في التاريخ بعد البومه ثريلر. «باد» نفسه حقق مبيعات تجاوزت ال45 مليون نسخة حول العالم و10 ملايين نسخة في الولايات المتحدة وحدها. لقد كان الألبوم الأول والوحيد الذي صدر منه 5 أغاني احتّلت المرتبة الأولى في سوق الموسيقى الأمريكي بيلبورد هوت 100.
كان لجاكسون حٌريّة أكبر بتسجيل هذا الألبوم، أكثر من ألبوماته السابقة، Off The Wall وثريلر، حيث كَتبَ ولحّن 9 من 11 أغنية احتواها الألبوم وأنتج أغنية أخرى هي Man In The Mirror.
تابع الألبوم، الذي شَهِدَ تبّني مايكل جاكسون لصورة رجل الشارع قاسي الملامح، مسيرة جاكسون الناجحة خلال أواخر الثمانينات وربح جائزتا جرامي، واحدة لأفضل فيديو كليب قصير، لأغنية Leave Me Alone، وواحدة لأفضل هندسة ألبوم - غير كلاسيكي. صُنف «باد» في المركز 43 في قائمة أعظم 100 ألبوم في عصرإم تي في، في عام 2009 من قبل قناة في إتش وَن. وصنّف أيضاً في المركز 202 في قائمة أصدرتها مجلة رولينج ستون لأعظم 500 ألبوم في التاريخ.

## تسجيل الألبوم
بدأ جاكسون بتسجيل عيّنات للالبوم المتوقع إصداره بعد Thriller، حيث أنه قضى ساعاتِ طويلة في الاستوديو بعد عدة شهور من انتهائه من من جولته الموسيقية Victory Tour عام 1984 مع اخوته الجاكسون 5. استمر التسجيل من 5 كانون الثاني 1987 وحتى 9 أيار 1987, باستثناء "Another Part Of Me" حيثُ أنها سُجلت لفيلم Captain EO في عام 1986.
قيل أن مايكل كتب أكثر من 60 أغنية لهذا الألبوم وسجّل 30, ولقد أراد أن يصدرهم جميعاً في ألبوم مكون من ثلاثة أسطوانات. لكن المنتج كوينسي جونز، ذو الباع الطويل، اختصرهم ل10, واضيفت أغنية أخرى بعنوان "Leave Me Alone" ليصبح المجموع 11 أغنية.
كتب جاكسون 9 من ال11 أغنية بنفسه. تيري بريتن وجراهام ليل كتبوا "Just Good Friends" سييدة جاريت وجلين بلارد كتبوا معاً Man In The Mirror. وستيفي وندر شارك في غناء Just Good Friends، وقدّم «ستيف ستيفنس» عزف جيتار منفرد لـ"Dirty Diana".
كان من المقرر أن تكون أغنية "Bad" مشتركة بين برينس ومايكل، حيث أن روح التحدي والمنافسة كبرت في السنوات، التي سبقت صدور الألبوم، بين الاثنين. وكانت نيّة جاكسون أنّ يُسرّب إلى وسائط الإعلام تصاعد التوتر بينه وبين «برينس». في آخر الأمر، برينس رفض المشروع معللاً أنّ الأغنية ستكون ناجحة بدونه.
وكان من المقرر أيضاً أن تكون أغنية «آي جست كانت ستوب لوفين يو» مشتركة مع مغنية مشهورة. وفقاً للتقارير، كلٌ من باربرا سترايساند، أريثا فرانكلين وويتني هيوستن رفضوا المشروع معللين أنهم كانوا مشغولين جداً وأن موعد التسجيل لا يتناسب مع الجدول الزمني لإصدار الأغنية في وقتها. لذلك اختار «جونز» المغنية وكاتبة الأغاني، ساييدة جاريت.

## القبول
في الوقت الذي أُصدِرَ فيه هذا الألبوم، كان سابقه، ثريلر، قد باع ملايين النسخ بالفعل، رافعاً في ذلك آمالاً كبيرة ل باد. أصبح باد ألبوم جاكسون الأول ليظهر في المرتبة الأولى في بيلبورد 200, حيث بقي في الصدارة ل6 أسابيع متتالية. وصدّقت جمعية شركات التسجيل الأمريكية على أنّ «باد» قدّ باع 8 ملايين نسخة في الولايات المتحدة وحدها. ولقد باع الألبوم في المملكة المتحدة أكثر من 500 ألف نسخة خلال ال5 أيام الأولى من صدوره وهو الآن قدّ صُدّق ب11 قرص بلاتيني من أجل مبيعات تجاوزت ال3 ملايين و500 ألف نسخة، جاعلاً منه ثاني أكثر ألبوم من حيث المبيعات بالنسبة لجاكسون في المملكة المتحدة. وعلى النطاق العالمي، يعتبر الألبوم رابع أكثر ألبومات جاكسون مبيعاً، بعد ثريلر، دانجورس وهيستوري مع 30 مليون نسخة مباعاة.
حقق جاكسون رقماً قياسياً آخر مع هذا الألبوم، جاعلاً منه الفنان الأول والذكر الوحيد ليحقق 5 أغاني وصلت للمرتبة الأولى في الولايات المتحدة. في تموز 2006, أعلنت المؤسسة الرسمية لجداول سباق الموسيقى هناك أن باد هو تاسع أفضل ألبوم من حيث المبيعات في تاريخ بريطانيا.
صرّحت مجلة رولينغ ستون: "حتى بدون أغنية أساسية مثل "بيلي جين" لكن «باد» أفضل كألبوم من "ثريلر".

## Chart performance
| Chart                                                       | Peak position |
| ----------------------------------------------------------- | ------------- |
| Australia                                                   | 2             |
| Austria                                                     | 1             |
| رابطة صناعة التسجيلات الكندية ‏                              | 1             |
| France                                                      | 1             |
| Germany                                                     | 1             |
| Italy                                                       | 1             |
| Japan                                                       | 1             |
| Mexico                                                      | 13            |
| Netherlands                                                 | 1             |
| New Zealand                                                 | 1             |
| Norway                                                      | 1             |
| Sweden                                                      | 1             |
| Switzerland                                                 | 1             |
| اللائحة الأسبوعية للألبومات الأعلى مبيعا في المملكة المتحدة | 1             |
| بيلبورد 200                                                 | 1             |
| تصنيفات بيلبورد                                             | 1.            |
| Brazil Top 10 CD ABPD (2009)                                | 3             |
| Poland (2009)                                               | 4             |

### Certifications
| Country     | Certification   | Shipments |
| ----------- | --------------- | --------- |
| Australia   | 6x Platinum     | 420,000   |
| Austria     | 4x Platinum     | 80,000    |
| Canada      | 7x Platinum     | 700,000   |
| Germany     | 4x Platinum     | 2,000,000 |
| Finland     | Gold            | 51,287    |
| Mexico      | Platinum + Gold | 500,000   |
| New Zealand | 9x Platinum     | 135,000   |
| UK          | 13x Platinum    | 3,900,000 |
| U.S.        | 8x Platinum     | 8,000,000 |

### U.S. sales
| Period                      | RIAA award                                  | U.S. shipments | Total     |
| --------------------------- | ------------------------------------------- | -------------- | --------- |
| Aug 31, 1987 - Nov 9, 1987  | Gold, Platinum & 3x Platinum on Nov 9, 1987 | 3,000,000      | 3,000,000 |
| Nov 10, 1987 - Dec 31, 1987 | 4x Platinum on Dec 31, 1987                 | 1,000,000      | 4,000,000 |
| Jan 1, 1988 - Mar 21, 1988  | 5x Platinum on Mar 21, 1988                 | 1,000,000      | 5,000,000 |
| Mar 22, 1988 - Jun 1, 1988  | 6x Platinum on Jun 1, 1988                  | 1,000,000      | 6,000,000 |
| Jun 2, 1988 - Aug 25, 1993  | 7x Platinum on Aug 25, 1993                 | 1,000,000      | 7,000,000 |
| Aug 26, 1993 - Sep 29, 1994 | 8x Platinum on Sep 29, 1994                 | 1,000,000      | 8,000,000 |

## روابط خارجية
- باد على موقع أول موفي (الإنجليزية)